# Motocyklowe Grand Prix Hiszpanii
Motocyklowe Grand Prix Hiszpanii – eliminacja Motocyklowych Mistrzostw Świata rozgrywana w latach 1950-1955, i od 1961 do chwili obecnej. Wyścig poprzednio był rozgrywany na trzech torach: w Jerez de la Frontera, Montjuïc, Madrycie. Pierwszy wyścig o Grand Prix Hiszpanii został rozegrany w 1950 roku. Jedyna przerwa w organizowaniu była w latach 1956-1960.

## Wyniki wyścigów w MMŚ
Na różowo zaznaczono wyścigi, które nie były zaliczane do MMŚ.
| Rok  | Miejscowość | Moto3             | Moto2                 | MotoGP            |
| ---- | ----------- | ----------------- | --------------------- | ----------------- |
| 2023 | Jerez       | Iván Ortolá       | Sam Lowes             | Francesco Bagnaia |
| 2022 | Jerez       | Izan Guevara      | Ai Ogura              | Francesco Bagnaia |
| 2021 | Jerez       | Izan Guevara      | Fabio Di Giannantonio | Jack Miller       |
| 2020 | Jerez       | Albert Arenas     | Luca Marini           | Fabio Quartararo  |
| 2019 | Jerez       | Niccolò Antonelli | Lorenzo Baldassarri   | Marc Márquez      |
| 2018 | Jerez       | Philipp Öttl      | Lorenzo Baldassarri   | Marc Márquez      |
| 2017 | Jerez       | Aron Canet        | Álex Márquez          | Dani Pedrosa      |
| 2016 | Jerez       | Brad Binder       | Sam Lowes             | Valentino Rossi   |
| 2015 | Jerez       | Danny Kent        | Jonas Folger          | Jorge Lorenzo     |
| 2014 | Jerez       | Romano Fenati     | Mika Kallio           | Marc Márquez      |
| 2013 | Jerez       | Maverick Viñales  | Esteve Rabat          | Dani Pedrosa      |
| 2012 | Jerez       | Romano Fenati     | Pol Espargaró         | Casey Stoner      |

| Rok  | Miejscowość | 125 cm³       | Moto2          | MotoGP        |
| ---- | ----------- | ------------- | -------------- | ------------- |
| 2011 | Jerez       | Nicolás Terol | Andrea Iannone | Jorge Lorenzo |
| 2010 | Jerez       | Pol Espargaró | Toni Elias     | Jorge Lorenzo |

| Rok  | Miejscowość | 125 cm³           | 250 cm³        | MotoGP          |
| ---- | ----------- | ----------------- | -------------- | --------------- |
| 2009 | Jerez       | Bradley Smith     | Hiroshi Aoyama | Valentino Rossi |
| 2008 | Jerez       | Simone Corsi      | Mika Kallio    | Dani Pedrosa    |
| 2007 | Jerez       | Gábor Talmácsi    | Jorge Lorenzo  | Valentino Rossi |
| 2006 | Jerez       | Alvaro Bautista   | Jorge Lorenzo  | Loris Capirossi |
| 2005 | Jerez       | Marco Simoncelli  | Dani Pedrosa   | Valentino Rossi |
| 2004 | Jerez       | Marco Simoncelli  | Roberto Rolfo  | Sete Gibernau   |
| 2003 | Jerez       | Lucio Cecchinello | Toni Elías     | Valentino Rossi |
| 2002 | Jerez       | Lucio Cecchinello | Fonsi Nieto    | Valentino Rossi |

| Rok  | Miejscowość | 125 cm³         | 250 cm³              | 500 cm³           |
| ---- | ----------- | --------------- | -------------------- | ----------------- |
| 2001 | Jerez       | Masao Azuma     | Daijiro Kato         | Valentino Rossi   |
| 2000 | Jerez       | Emilio Alzamora | Ralf Waldmann        | Kenny Roberts Jr. |
| 1999 | Jerez       | Masao Azuma     | Valentino Rossi      | Àlex Crivillé     |
| 1998 | Jerez       | Kazuto Sakata   | Loris Capirossi      | Àlex Crivillé     |
| 1997 | Jerez       | Valentino Rossi | Ralf Waldmann        | Àlex Crivillé     |
| 1996 | Jerez       | Haruchika Aoki  | Max Biaggi           | Michael Doohan    |
| 1995 | Jerez       | Haruchika Aoki  | Tetsuya Harada       | Alberto Puig      |
| 1994 | Jerez       | Kazuto Sakata   | Jean-Philippe Ruggia | Michael Doohan    |
| 1993 | Jerez       | Kazuto Sakata   | Tetsuya Harada       | Kevin Schwantz    |
| 1992 | Jerez       | Ralf Waldmann   | Loris Reggiani       | Michael Doohan    |
| 1991 | Jerez       | Noboru Ueda     | Helmut Bradl         | Michael Doohan    |
| 1990 | Jerez       | Jorge Martínez  | John Kocinski        | Wayne Gardner     |

| Rok  | Miejscowość | 80 cm³             | 125 cm³            | 250 cm³       | 500 cm³         |
| ---- | ----------- | ------------------ | ------------------ | ------------- | --------------- |
| 1989 | Jerez       | Herri Torrontegui  | Àlex Crivillé      | Luca Cadalora | Eddie Lawson    |
| 1988 | Madryt      | Stefan Dörflinger  | Jorge Martínez     | Sito Pons     | Kevin Magee     |
| 1987 | Jerez       | Jorge Martínez     | Fausto Gresini     | Martin Wimmer | Wayne Gardner   |
| 1986 | Madryt      | Jorge Martínez     | Fausto Gresini     | Carlos Lavado | Wayne Gardner   |
| 1985 | Madryt      | Jorge Martínez     | Pier Paolo Bianchi | Carlos Lavado | Freddie Spencer |
| 1984 | Madryt      | Pier Paolo Bianchi | Ángel Nieto        | Sito Pons     | Eddie Lawson    |

| Rok  | Miejscowość | 50 cm³            | 125 cm³     | 250 cm³        | 500 cm³         |
| ---- | ----------- | ----------------- | ----------- | -------------- | --------------- |
| 1983 | Madryt      | Eugenio Lazzarini | Ángel Nieto | Hervé Guilleux | Freddie Spencer |
| 1982 | Madryt      | Stefan Dörflinger | Ángel Nieto | Carlos Lavado  | Kenny Roberts   |
| 1981 | Madryt      | Ricardo Tormo     | Ángel Nieto | Anton Mang     |                 |

| Rok  | Miejscowość    | 50 cm³               | 125 cm³             | 250 cm³           | 350 cm³           | 500 cm³           |
| ---- | -------------- | -------------------- | ------------------- | ----------------- | ----------------- | ----------------- |
| 1980 | Madryt         | Eugenio Lazzarini    | Pier Paolo Bianchi  | Kork Ballington   |                   | Kenny Roberts     |
| 1979 | Madryt         | Eugenio Lazzarini    | Ángel Nieto         | Kork Ballington   | Kork Ballington   | Kenny Roberts     |
| 1978 | Madryt         | Eugenio Lazzarini    | Eugenio Lazzarini   | Gregg Hansford    |                   | Pat Hennen        |
| 1977 | Madryt         | Ángel Nieto          | Pier Paolo Bianchi  | Takazumi Katayama | Michel Rougerie   |                   |
| 1976 | Montjuïc       | Ángel Nieto          | Pier Paolo Bianchi  | Gianfranco Bonera | Kork Ballington   |                   |
| 1975 | Madryt         | Ángel Nieto          | Paolo Pileri        | Walter Villa      | Giacomo Agostini  |                   |
| 1974 | Montjuïc       | Henk van Kessel      | Benjamin Grau       | John Dodds        | Víctor Palomo     |                   |
| 1973 | Madryt         | Jan de Vries         | Chas Mortimer       | John Dodds        | Adu Celso-Santos  | Phil Read         |
| 1972 | Montjuïc       | Ángel Nieto          | Kent Andersson      | Renzo Pasolini    | Bruno Kneubühler  | Chas Mortimer     |
| 1971 | Madryt         | Jan de Vries         | Ángel Nieto         | Jarno Saarinen    | Teuvo Länsivuori  | Dave Simmonds     |
| 1970 | Montjuïc       | Salvador Cañellas    | Ángel Nieto         | Kent Andersson    | Angelo Bergamonti | Angelo Bergamonti |
| 1969 | Madryt         | Aalt Toersen         | Cees van Dongen     | Santiago Herrero  | Giacomo Agostini  | Giacomo Agostini  |
| 1968 | Montjuïc       | Hans Georg Anscheidt | Salvador Cañellas   | Phil Read         |                   | Giacomo Agostini  |
| 1967 | Montjuïc       | Hans Georg Anscheidt | Bill Ivy            | Phil Read         |                   |                   |
| 1966 | Montjuïc       | Luigi Taveri         | Bill Ivy            | Mike Hailwood     |                   |                   |
| 1965 | Montjuïc       | Hugh Anderson        | Hugh Anderson       | Phil Read         |                   |                   |
| 1964 | Montjuïc       | Hans Georg Anscheidt | Luigi Taveri        | Tarquinio Provini |                   |                   |
| 1963 | Montjuïc       | Hans Georg Anscheidt | Luigi Taveri        | Tarquinio Provini |                   |                   |
| 1962 | Montjuïc       | Hans Georg Anscheidt | Kunimitsu Takahashi | Jim Redman        |                   |                   |
| 1961 | Montjuïc       |                      | Tom Phillis         | Gary Hocking      |                   |                   |
| 1960 | Montjuïc       |                      | Luigi Taveri        |                   |                   | Jim Redman        |
| 1959 | Montjuïc       |                      | Juan Elizalde       | Ricardo Fargas    |                   | Peter Ferbrache   |
| 1958 | Montjuïc       |                      | Carlo Ubbiali       | Carlo Ubbiali     |                   | John Surtees      |
| 1957 | Montjuïc       |                      | Carlo Ubbiali       |                   |                   | John Surtees      |
| 1956 | nie odbyło się |                      |                     |                   |                   |                   |
| 1955 | Montjuïc       |                      | Luigi Taveri        |                   |                   | Reg Armstrong     |
| 1954 | Montjuïc       |                      | Tarquinio Provini   |                   | Fergus Anderson   | Dickie Dale       |
| 1953 | Montjuïc       |                      | Angelo Copeta       | Enrico Lorenzetti |                   | Fergus Anderson   |
| 1952 | Montjuïc       |                      | Emilio Mendogni     |                   |                   | Leslie Graham     |
| 1951 | Montjuïc       |                      | Guido Leoni         |                   | Tommy Wood        | Umberto Masetti   |
| 1950 | Montjuïc       |                      | Nello Pagani        |                   | Tommy Wood        | Nello Pagani      |

## Liczba zwycięstw (kierowcy)
- 11 - Ángel Nieto
- 7 - Valentino Rossi
- 5 - Hans-Georg Anscheidt, Jorge Martínez, Jorge Lorenzo
- 3 - Marc Márquez